# Григор Гемов
Григор Костов Гемов е български общественик и революционер, деец на Македонската емигрантска федеративна организация и на Вътрешната македонска революционна организация (обединена)

## Биография
Григор Гемов е роден на 19 юни 1890 година в костурското село Нестрам, тогава в Османската империя, днес в Гърция. Установява се в Костур, а след потушаването на Илинденското въстание семейството му емигрира в София. Там той завършва гимназия, а след това следва право в Софийския университет. При избухването на Балканската война в 1912 година като студент е доброволец в Македоно-одринското опълчение и служи в четата на Дякон Евстатий, а по-късно в 4 рота на 15 щипска дружина. Участва в Първата световна война като запасен подпоручик в 10-ти опълченски полк.
След войните, участва в учреждението на Македонската федеративна организация през 1920 година и влиза в управителния ѝ съвет. Участва в обединителния конгрес на Македонската федеративна организация и Съюза на македонските емигрантски организации от януари 1923 година. След 1925 година членува във ВМРО (об.), заради което е преследван от дейци на ВМРО и емигрира в Австрия, където се присъединява към групата на Димитър Влахов във Виена. Редактор е на вестник „Македонско съзнание“. Умира на 8 февруари 1958 година в София.